# Fiji-eilanden (archipel)
De Fiji-eilanden zijn een eilandengroep die geheel onder de soevereiniteit van de eilandnatie Fiji valt, en 99,7% van het oppervlak van dat land inneemt. De grootste eilanden zijn Viti Levu, waarop de Fijische hoofdstad Suva ligt, en Vanua Levu. Viti Levu beslaat zo'n 57% van de totale oppervlakte van de Fiji-eilanden. De totale landoppervlakte bedraagt ruim 18.000 km².
Veruit de meeste eilanden van de staat Fiji maken deel uit van de eilandengroep de Fiji-eilanden. Uitzondering hierop vormen de circa 450 km noordelijker gelegen Rotuma-eilanden (waarvan het eiland Rotuma het grootste is) en het circa 450 km zuidwestelijker gelegen koraalrif Ceva-i-Ra.

## Belangrijkste eilanden
- Viti Levu (10.429 km²)
- Vanua Levu (5500 km²)
- Taveuni (442 km²)
- Kadavu (409 km²)
- Ovalau (102,3 km²)